# Cotis II
Cotis II (Cotys, Κότυς), va ser rei dels odrisis de Tràcia. Inicialment era un aliat romà, però va ser forçat a una aliança en contra pel rei Perseu de Macedònia, a qui va donar ostatges en garantia de la seva fidelitat i el va proveir amb una força de dos mil homes. Va comandar l'ala esquerra durant la batalla de Callicinus, on va ser derrotat el cònsol Licini Cras l'any 171 aC. J.-C.
Quan Perseu fou derrotat per Emili Paul·le el 168 aC, el fill del rei traci, Bitis, fou fet presoner i portat a Roma, i el pare va enviar ambaixadors a Roma per oferir una quantitat de diners pel seu rescat i una explicació per netejar la seva pròpia conducta en haver estat aliat del macedoni. El senat romà no va admetre les seves excuses però en una mostra de generositat va alliberar al príncep sense res a canvi. El rei Cotis és esmentat com a sobri, amable i intel·ligent.
La història de Cotis es desconeix després d'aquesta ambaixada que va tenir lloc el 167 aC. És a partir d'aquesta època que el regne dels Odrissis es va convertir en un aliat i després client de la República romana.